# Juan Antonio Vera Torres
Juan Antonio Vera Torres (Granada, 25 de setembre de 1941) és un geòleg espanyol, acadèmic de la Reial Acadèmia de Ciències Exactes, Físiques i Naturals des de 2001.

## Biografia
El 1963 es llicencià en geologia a la Universitat de Granada, on el 1966 es va doctorar. De 1963 a 1970 en fou professor agregat d'estratigrafia, i de 1970 a 1973 en la Universitat de Barcelona, fins que el 1973 va assolir la càtedra d'estratigrafia a la Universitat de Granada. De 1975 a 1978 fou degà de la Facultat de Ciències de la seva Universitat, i de 1988 a 1996 director del Departament d'Estratigrafia i Paleontologia. De 1986 a 1988 fou el primer president de la Societat Geològica d'Espanya.
Especialitzat en paleogeografia de la Serralada Bètica, n'ha publicat més de 230 articles, n'ha dirigit 7 projectes de recerca nacionals i 17 tesis doctorals. El 2009 va rebre el XVI Premi d'Investigació Plácido Fernández Viagas de la Junta d'Andalusia.
El 1990 fou escollit acadèmic numerari de l'Acadèmia de Ciències de Granada i en 2001 de la Reial Acadèmia de Ciències Exactes, Físiques i Naturals, on hi ingressà en 2003 amb el discurs Temas de actualidad en la interpretación del registro estratigráfico. En 2014 fou doctor honoris causa per la Universitat de Jaén.

## Obres
- Bibliografía geológica de la Cordillera Bética y Baleares (1978-2002), amb José Miguel Molina Cámara, Universidad de Jaén, 2003. ISBN 84-8439-151-5
- Estratigrafía: principios y métodos, Alcorcón, Madrid : Rueda, 1994. ISBN 84-7207-074-3
- Geología, amb José Antonio Gallegos Díaz i Antonio Roca Roca, Edelvives, 1978. ISBN 84-263-0402-8